# Leucoraja garmani
Leucoraja garmani е вид акула от семейство Морски лисици (Rajidae). Видът не е застрашен от изчезване.

## Разпространение и местообитание
Разпространен е в САЩ (Вирджиния, Делауеър, Джорджия, Кънектикът, Масачузетс, Мериленд, Ню Джърси, Северна Каролина, Флорида и Южна Каролина).
Обитава крайбрежията и пясъчните дъна на морета и рифове. Среща се на дълбочина от 10 до 457 m, при температура на водата от 5,6 до 23,5 °C и соленост 33,2 – 36,5 ‰.